# Pál Békés

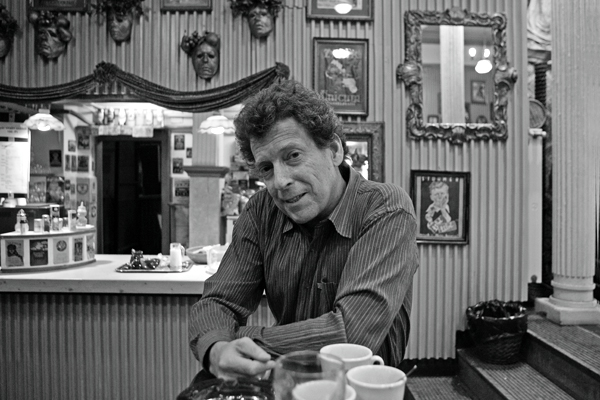
Pál Békés

Pál Békés (* 27. März 1956 in Budapest; † 28. Mai 2010 ebenda) war ein ungarischer Schriftsteller.

## Leben
Nach dem Besuch des Miklós Radnóti-Gymnasiums (ELTE Radnóti Miklós Gyakorlóiskola) studierte er von 1975 bis 1980 Ungarische Sprache und Anglistik an der Loránd-Eötvös-Universität. Im Anschluss war er von 1980 bis 1981 als Lehrer für Ungarisch und Englisch tätig.
Zwischen 1987 und 2001 war er Autor sowie Drehbuchautor mehrerer Film- und Fernsehserien. Später war er zwischen 1994 und 1996 Leiter des Studios für Literatur, Kunst und Theater (IKSZ) des Fernsehsenders Magyar Televízió. Danach war er von 1997 bis 2000 als Herausgeber von theater- und literaturwissenschaftlichen Zeitschriften tätig.
Im Jahr 2000 wurde er Präsident der ungarischen Delegation sowie Mitglied des Internationalen Gremiums für Jugendbücher (Gyermekkönyvek Nemzetközi Tanácsa) und 2004 zugleich Kurator der Veranstaltungsreihe Magyar Magic in Großbritannien. 2005 gehörte er auch zur Jury beim Literaturfestival A Nagy Könyv (Das große Buch), bei dem von mehr als 400.000 Menschen neben einer TOP 100 der beliebtesten Bücher der Roman Egri csillagok (Sterne von Eger) von Géza Gárdonyi zum beliebtesten Buch Ungarns gewählt wurde.
Er schrieb Romane, Theaterstücke sowie Kinderliteratur. Sein Werk umfasst mehrere Bücher, darunter auch Sammlungen von Kurzgeschichten, Hörspiele und eine ganze Reihe von Theaterstücken, von denen bereits neun zur Aufführung gelangten. Sein Kinderbuch „The Klutzky Magician“ wurde ins Italienische und Russische, „Fritebite“ auch ins Französische übersetzt.
Békés war darüber hinaus Übersetzer der Werke von Vladimir Nabokov, Anthony Burgess und Woody Allen ins Ungarische und verfasste 1996 mit dem Jazz-Saxophonisten und Komponisten László Dés unter dem Titel A Dzsungel könyve ein Musical nach dem Dschungelbuch.
Békés wurde mehrfach ausgezeichnet und war unter anderem 1998 Träger des Tibor-Déry-Preises, 2000 des Attila-József-Preises sowie 2009 des Sándor-Márai-Literaturpreises. Außerdem wurde ihm 2006 der Verdienstorden der Republik Ungarn (A Dzsungel könyve) verliehen.

## Schriften
- Darvak, 1979, ISBN 963-15-1301-7
  - dt.: Das Platzkonzert, Henschelverlag, Berlin 1985. (Als unverkäufl. Ms. vervielfältigt)